# Alfons VII av León och Kastilien
Alfons VII, kejsaren (spanska: Alfonso el Emperador), född 1 mars 1105 i Caldas de Reis, död 21 augusti 1157 i Santa Elena, var kung av Galicien från 1112, och av Kastilien och León 1126–1157. Han var son till Urraca i hennes första äktenskap.
Alfons hyllades redan 1122 av ständerna som kung men var tvungen att först utkämpa ett krig mot styvfadern innan denne erkände honom som kung. Därefter kallade han sig för kejsare av Spanien och ledde de övriga kristna furstarna i framgångsrika krig mot morerna. Han kunde dock inte förhindra att Portugal gjorde sig självständigt 1140.
Efter hans död delades riket mellan hans söner, så att Sancho III fick Kastilien och Ferdinand II fick León.